# Lac Spiller
Pour les articles homonymes, voir Spiller (homonymie).
Le lac Spiller (en anglais : Spiller Lake) est un lac américain dans le comté de Tuolumne, en Californie. Il est situé à 3 250 mètres d'altitude au sein de la Yosemite Wilderness, dans le parc national de Yosemite.